# 24930 Annajamison
24930 Annajamison è un asteroide della fascia principale. Scoperto nel 1997, presenta un'orbita caratterizzata da un semiasse maggiore pari a 2,4194282 UA e da un'eccentricità di 0,1481006, inclinata di 2,00597° rispetto all'eclittica.